# Peter Taylor Forsyth
Peter Taylor Forsyth também conhecido como PT Forsyth, (1848 — 1921) foi um teólogo escocês.
O filho de um carteiro, Forsyth estudou na Universidade de Aberdeen e, em seguida, em Göttingen (no âmbito Albrecht Ritschl). Ele foi ordenado ao ministério Congregacional e serviu como pastor de igrejas em Bradford, Manchester, Leicester e Cambridge, antes de se tornar director da Faculdade de Hackney, Londres.
Um interesse precoce em teologia crítica fez suspeitar de um pouco mais "ortodoxos". No entanto, cada vez que ele chegou à conclusão de que a teologia liberal não conta de forma adequada para o problema moral da consciência culpada. Isso o levou a uma crise moral que se encontrava resolvido na obra expiatória de Cristo. A experiência ajudou a formar e informar um vigoroso interesse nas questões de santidade e de expiação. Embora Forsyth rejeitou muitas das suas primeiras inclinações liberais, ele manteve muitas das críticas Adolf von Harnack cristologia de Calcedônia. Isso o levou a expor uma doutrina kenotic da Encarnação (claramente influenciada por Dom Charles Gore e Thomasius). Onde ele difere de outras teologias kenotic da expiação foi a alegação de que Cristo não desistir de seus atributos divinos, mas eles condensada, ou seja, a encarnação foi a expressão da onipotência de Deus e não a sua negação. Sua teologia e ataque ao Cristianismo liberal pode ser encontrada em sua obra mais famosa, A Pessoa e Lugar de Cristo (1909), que antecipou muito da teologia neo-ortodoxa da próxima geração. Ele tem muitas vezes preguiçosamente sido inventado o "fio condutor antes Barth ', mas isso não conta para muitas áreas de divergência com o pensamento do teólogo suíço.
Embora muitas das idéias mais importantes de Forsyth, em grande medida foi ignorado, e não considerá-lo um pouco para estar entre os maiores de Inglês-falando teólogos do século XX.

## Livros
- 'Parábolas Pulpit para jovens ouvintes. Com J. A. Hamilton. Manchester / Londres: Brook & Chrystal / Simpkin, Marshall & Co.; Hamilton, Adams & Co., 1888.
- 'A religião na arte contemporânea: Ser expositivo Lectures on Rossetti, Burne Jones, Watts, Holman Hunt, e Wagner. Nova York: AMS Press, 1972 (reimpressão da 3 ª edição, 1905; 1 ed. 1889)
- «A Carta da Igreja: seis palestras sobre o princípio espiritual de Nonconformity '. Londres: Alexander & Shepheard, 1896.
- «O Santo Padre eo Cristo Vivo". Londres: Hodder & Stoughton, 1897.
- 'Intercessória Serviços de auxílio em Culto Público ". Manchester: John Heywood, 1896.
- 'Roma, Reforma e reação: quatro palestras sobre a situação religiosa ". Londres: Hodder & Stoughton, 1899.
- "A Taste of Death and the Life of Grace '. Londres: James Clarke, 1901, incluído em Deus, o Santo Padre. Blackwood: Nova Criação, 1987.
- 'Positivo Pregação e Modern Mind: The Lyman Beecher Palestra sobre Pregação, Yale University, 1907. Londres: Hodder & Stoughton, 1907.
- "Missões no Estado e Igreja: Sermões e endereços '. Londres: Hodder & Stoughton, 1908.
- "O socialismo, a Igreja e os pobres". Londres: Hodder & Stoughton, 1908.
- 'Cruciality da Cruz ". Londres: Hodder & Stoughton, 1910.